# Jean-Baptiste de Chaudordy
Jean-Baptiste Thomas de Chaudordy (1781 - 1849) est un magistrat et homme politique français du XIXe siècle.

## Biographie
Le comte Jean-Baptiste de Chaudordy est né à Agen (Lot-et-Garonne) le 6 octobre 1781. Conseiller à la cour d’appel d’Agen, il est député du Lot-et-Garonne de 1844 à 1848, siégeant dans la majorité soutenant la Monarchie de Juillet. Il quitte ses fonctions de magistrat et son mandat législatif en 1848. Il est décédé dans sa ville natale un an plus tard, le 17 octobre 1849, âgé de 68 ans.

## Château de Laclotte

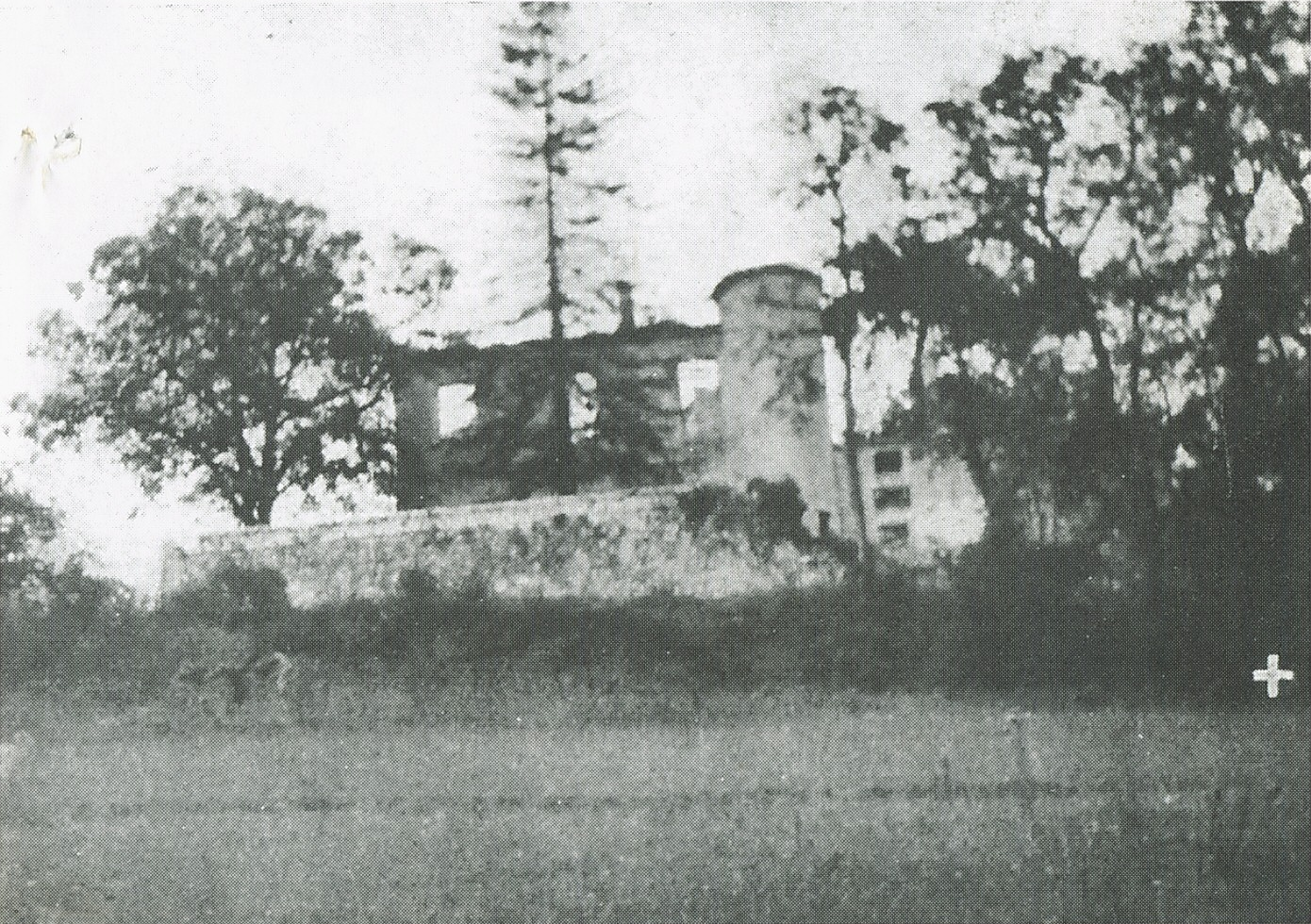
Ruines du château de Laclotte (Castelculier), résidence des Chaudordy depuis les années 1820.

Il fit construire le château de Laclotte dans les années 1820, à Castelculier, non loin d’Agen. Il s'y retira probablement en 1848.

## Jean-Baptiste Alexandre Damaze de Chaudordy
Son fils Jean-Baptiste embrassa la carrière politique et fut lui-même représentant à l’assemblée nationale (1871-1876).

## Sources bibliographiques
- Adolphe Robert, Gaston Cougny, Dictionnaire des parlementaires français de 1789 à 1889, vol. II, Paris, Edgar Bourloton, 1889-1891 (lire en ligne), « Chaudordy (Jean-Baptiste-Thomas, comte de) », p. 74
- Sylvie Guillaume et Bernard Lachaise (Université Bordeaux-Montaigne. Centre aquitain de recherches en histoire contemporaine), Dictionnaire des parlementaires d'Aquitaine sous la Troisième République, Talence, Presses Universitaires de Bordeaux, 1998, br, couv. ill.; 624, 24 cm (ISBN 2-86781-231-3 et 9782867812316, OCLC 468077217, BNF 37035405, SUDOC 045199868, présentation en ligne, lire en ligne), p. 436 et 437